# درنیس
درنیس (به ترکی آذربایجانی: Dırnıs) یک منطقهٔ مسکونی در جمهوری آذربایجان است که در شهرستان اردوباد واقع شده‌است. درنیس ۱٬۴۷۰ نفر جمعیت دارد.